# Palau Tiger Team
Palau Tiger Team là một câu lạc bộ bóng đá Palau thi đấu ở Giải bóng đá vô địch quốc gia Palau, giải bóng đá cấp độ cao nhất ở Palau, ở mùa giải 2006–07, về đích thứ 4 khi thua 2-4 trước Mount Everest Nepal trong trận tranh hạng ba. Do ghi nhận rời rạc, không rõ có bao nhiêu mùa giải đội bóng đã tham gia.